# チダオバ
チダオバ（ჭიდაობა、Chidaoba）は、ジョージアで伝統的に行われている民族武術の一つであり、古くから地域の文化や祭りの一環として重要な役割を果たしてきた。
2018年には、ユネスコの無形文化遺産に登録され、その文化的価値が世界的に認められている。

## 歴史と伝統
チダオバの起源は、ジョージアの古代から中世に遡る。特にキリスト教の祝日である聖ゲオルギオスの日やスヴェティツホヴェリ大聖堂の祝日に、都市部や農村部で広く行われていた。この時期、チダオバは祭りの一環として位置づけられ、ジョージアの社会に深く根付いていた。
中世のジョージアでは、キリスト教会が一部の民族的娯楽や身体運動を禁止したものの、チダオバだけは例外として許可された。試合の前には、選手が伝統的なジョージアの踊りであるカルトゥリやパラヴヌリを披露することが義務付けられており、これは今でも続く伝統である。

## ルール
チダオバのルールは比較的シンプルで、腰から上の体のどこをつかんでも良いとされるが、腰より下をつかむことは禁止されている。主な技術には、接近戦からの投げ技、足技、足払い、足刈りなどがあり、これらを駆使して相手を制圧することが求められる。

## 多様性と地域差
ジョージアは民族的に多様な国であり、地域ごとに異なる武術や格闘技の形式が存在する。特に山岳地帯では、チダオバとは大きく異なる武術形式が伝承されている。こうした多様性が、チダオバの発展と変遷に影響を与え続けている。